# Kannan
Kannan ist ein männlicher Vorname. Dieser Vorname ist ebenso der Gottheit Krishna gewidmet.

## Herkunft und Bedeutung
Kannan ist ein tamilischer Vorname und bedeutet: verspielt, scherzhaft.

## Varianten
Kanna

## Namensträger
- Kannan Soundararajan, Mathematiker und Gewinner des Salem-Preis von 2003

### Familienname
- Ravi Kannan (* 1953), indischer Informatiker, Gewinner des Fulkerson-Preises von 1991
- R. Ravi Kannan (Mediziner), indischer Chirurg und Onkologen, Gewinner des Ramon-Magsaysay-Preises 2023

## Sonstiges
Kannan (Kanne) ist eine Felsformation auf der finnischen Schäreninsel Källskär.